# 分布式计算
在計算機科學中，分布式计算（英語：Distributed computing），又譯為分散式运算。這個研究領域，主要研究分散式系統（Distributed system）如何進行計算。分散式系統是一組電腦，透過網路相互连接傳遞訊息與通訊後并协调它们的行为而形成的系統。组件之间彼此进行交互以实现一个共同的目标。把需要进行大量计算的工程数据分割成小块，由多台计算机分别计算，再上传运算结果後，將結果统一合并得出数据结论的科学。分布式系统的例子来自有所不同的面向服务的架构，大型多人線上遊戲，对等网络应用。
目前分布式计算项目通常使用世界各地上千万志愿者计算机的闲置计算能力，通过互联网进行数据传输（志愿计算）。如分析计算蛋白质的内部结构和相关药物的Folding@home项目，該项目結構庞大，需要惊人的计算量，由一台电脑计算是不可能完成的。虽然现在有了计算能力超强的超级計算機，但這些設備造價高昂，而一些科研机构的经费却又十分有限，藉助分佈式計算可以花費較小的成本來達到目標。

(a)–(b) 一个 分布式系统。
(c) 一个 并行系统。

## 分布式计算项目
- Climateprediction.net：模拟百年以来全球气象变化，并计算未来地球气象，以对付未来可能遭遇的灾变性天气。
- 地震捕手網路：藉由日漸普及的筆記型電腦中內建的加速度計，以及一個簡易的小型USB微機電強震儀（感測器），建立一個大的強震觀測網。可用於地震的即時警報或防災、減災等相關的應用上。
- 世界社群網格：幫助尋找人類疾病的治療方法，和改善人類生活的相關公益研究，包括愛滋病、癌症、流感病毒等疾病及水資源復育、太陽能技術、水稻品種的研究等。
- D2OL：研究新药物。
- DPAD：设计粒子加速器。
- Einstein@Home：於2005年（定為世界物理年）的這一年開始的計畫，預計是要找出脈衝星的，驗證愛因斯坦的相對論預測。
- Find-a-Drug：并行运行一系列项目，用来寻找一些危害人类健康的重大疾病的药物。项目目标包括疟疾、艾滋病、癌症、呼吸道系统疾病等等。
- FightAIDS@home：研究艾滋病的生理原理和相关药物。
- Folding@home：了解蛋白质折叠、聚合以及相关疾病。
- GIMPS：寻找新的梅森素数。
- SETI@home：通过运行屏幕保护程序或后台程序来分析世界上最大的射电望远镜所收到的、可能含有外星智能讯号的射电波，此計劃於1999年5月17日開始，2020年3月31日起無限期休止[2]。
- SOB：解决谢尔宾斯基问题。
- United Devices：综合科学性运算，主攻医药领域，以寻找抗癌药物和天花疫苗为主。
- Distributed.net：2002年10月7日，以破解加密术而著称的Distributed.net宣布，在经过全球33.1万名电脑高手共同参与，苦心研究了4年之后，他们已于2002年9月中旬破解了以研究加密算法而著称的美国RSA数据安全实验室开发的64位密匙——RC5-64密匙。目前正在进行的是RC5-72密匙。
- 最优哥隆尺问题（OGR）。所谓哥隆尺是指在一个固定整数长度的尺上不等长地划分最少的刻度，并且不存在这样的两对刻度使得每对刻度量出的长度相等的问题。例如OGR-6是在6cm的尺上按0、1、4、6划分刻度，即可连续量度1、2、3、4、5、6cm的每一距离。最优哥隆尺OGR-22、23、24、25（Phase1）均已解决，目前正在进行的是OGR-25（Phase2）。

## 主流分布式计算项目列表
- 中國正在运行中的分布式计算项目 （页面存档备份，存于）
- Sun Grid Engine - 昇陽電腦所研發的分布式電腦叢集軟件。